# Atomaria kamtschatica
Atomaria kamtschatica là một loài bọ cánh cứng trong họ Cryptophagidae. Loài này được Motschulsky miêu tả khoa học năm 1845.